# Füzesabony-Gubakút
Füzesabony-Gubakút ist eine Siedlung der neolithischen Alföld-Linearkeramik (AVK) der Szatmár-Gruppe aus dem 6. Jahrtausend, die im Zuge von Rettungsgrabungen auf der Trasse der Autobahn M3 ausgegraben wurde. Sie liegt auf der Gemarkung von Füzesabony im Komitat Heves in Nordost-Ungarn, am Nordrand der ungarischen Tiefebene südlich der Mátra-Berge. Die Fundstelle befindet sich ca. 3 km westlich der Straße von Füszesabony nach Dormánd auf einer Terrasse des Laskó, etwa 150 km von dem Flüsschen entfernt.

## Forschungsgeschichte
Die Fundstelle wurde 1993 bei Feldbegehungen entdeckt. Die Ausgrabungen im Vorfeld des Baus der Autobahn begannen im Frühjahr 1995 und dauerten bis in das Folgejahr an. Das ungarische Nationalmuseum in Budapest präsentierte die Funde 1997 in einer größeren Ausstellung über die Ergebnisse der Rettungsgrabungen an der M3.

## Siedlungsaufbau
Die Siedlung besteht aus mindestens 13 Häusern und zahlreichen Gruben. Die Siedlung besteht aus vier parallelen Reihen von Häusern, die von langgestreckten, hausparallelen Gruben, Brunnen und Bestattungen begleitet werden. Die rechteckigen Häuser sind zweiflüglig und zwischen drei und acht Pfostenreihen lang. In einer Reihe liegen ein bis fünf Häuser, jedoch ist die Siedlung nicht komplett ergraben. Lediglich Gebiete mit deutlichen magnetischen Anomalien und reichen Oberflächenfunden wurden abgeschoben, die Gebiete zwischen den einzelnen Grabungsflächen sind aber durch Testschnitte untersucht. Die vier Häuser-Reihen (1. und 2. westliche, 1. und 2. östliche Reihe, hier der Einfachheit halber von Westen nach Osten als Reihen 1–4 bezeichnet) wurden scheinbar nacheinander angelegt, von Westen nach Osten fortschreitend. Sehr dicht beieinanderliegende Hausgrundrisse deuten jedoch auf eine interne Chronologie der einzelnen Reihen hin. Diese Anordnung von Häusern in Reihen findet sich bereits in der vorhergehenden Körös-Kultur.
In den ältesten Gruben fand sich neben Szatmár-Material auch Körös-Keramik. Der Ausgräber, László Domboróczki vom Dobó István Vármúzeum in Eger benutzt die Daten aus den angrenzenden Gruben, um die Häuser zu datieren und ordnet diese so verschiedenen Phasen (Früh, Übergangsphase und spät) zu. Insgesamt sind 16 C14Daten publiziert (Knochen).
John Chapman von der Universität Newcastle  schlägt eine etwas andere Phasentrennung vor. Die frühe Phase wäre demnach um 6400–5370 cal. BC in die mittlere Phase übergegangen, die um 5250–5200 cal. BC von der späten Phase abgelöst wurde. Nach Chapman entstand die erste westliche Reihe (Reihe 1) zuerst, sie enthält Häuser seiner frühen und mittleren Phase, Häuser 1 und 6 bestanden also über zwei Phasen hinweg. Zusätzlich entstand Grube 135 in der späteren Reihe 4. Die Reihen 2 und 4 gehören der mittleren Phase an, während das einzige ausgegrabene Haus 10 der Reihe 3 in der mittleren und späten Phase bewohnt war.
Zusammenpassende Scherben streuen oft über mehrere Gruben, was für Domboróczki auf extreme Begehung hindeutet. Damit wäre die Siedlung als Weiler entstanden, in der nächsten Phase zu einem Dorf angewachsen, um mit einem Einzelhaus zu enden. Dies setzt voraus, dass alle ursprünglich vorhandenen Häuser erhalten sind, ausgegraben wurden und die Funde aus den Gruben tatsächlich die beiliegenden Häuser datieren. Der publizierte Plan scheint allerdings anzudeuten, dass die Erhaltung nach Osten hin zunehmend schlechter wird (Fehlen der Mittelpfostenreihe).

## Häuser
Bei den Häusern handelt es sich um zweischiffige Langhäuser in Pfostenbauweise, die Wände bestanden vermutlich aus Lehmflechtwerk. Füzesabony-Gubakút belegt also eindeutig, dass die Träger der AVK nicht, wie früher oft angenommen, in sogenannten Wohngruben lebten, wie es die oft kleinen Grabungsschnitte nahelegten. Dieser Befund hat sich inzwischen in anderen Siedlungen bestätigt.
Domboróczski geht von einer kleinen Gruppe von Bewohnern aus, bei vier Personen pro Haus hätten 36 Personen in der Siedlung gelebt.

## Bestattungen
Es wurden insgesamt 13 Bestattungen aufgedeckt, meist in der Nähe der Hausecken. Es handelt sich meist um Kindergräber, Neugeborene fehlen allerdings. Haus 1 war von drei Bestattungen in den umliegenden Gruben begleitet (Gräber 7–9). Die meisten der Siedlungsbestattungen in Reihe 1–2 gehören der mittleren Phase an. Die Gräber waren sehr flach angelegt und nur wenig oder gar nicht in den gewachsenen Boden eingetieft. Sieben Gräber enthielten Perlen aus Spondylus, Marmor oder Kalkstein, eines ein Tongefäß. Die Toten lagen in Hockerstellung, meist mit dem Kopf nach Südosten.

## Funde
Die Keramik wurde aus nicht weiter aufbereitetem örtlichen Ton hergestellt. Sie ist organisch gemagert und wurde bei Temperaturen unter 700 °C gebrannt.
Unter den Funde befinden sich auch anthropomorphe Idole mit meist dreieckigem Gesicht, Tonaltäre und Miniaturgefäße.
Es wurde eine Reihe von Figurinen gefunden, die Mischwesen darstellen, sogenannte "Zentauren", Vierfüßler mit menschlichem Gesicht und teilweise weiblichen Brüsten. Schultern und Hüften sind meist mit Ösen versehen. Parallelen stammen unter anderem aus Mezőkövesd-Mocsolyás.
Unter den Tierknochen herrschen Schafe vor, Rinder sind nur selten belegt, angesichts der feuchten Umgebung erstaunlich.